# خورخه هررو
خورخه هررو (انگلیسی: Jorge Herrero؛ زادهٔ ۱۸ ژوئن ۱۹۸۳) بازیکن فوتبال اهل اسپانیا است.
از باشگاه‌هایی که در آن بازی کرده‌است می‌توان به باشگاه فوتبال خرز اشاره کرد.